# Kaszaróna
Kaszaróna (1899-ig Kasza-Rovné, szlovákul Košecké Rovné) Zsolt településrésze, korábban önálló falu Szlovákiában, a Trencséni kerületben, az Illavai járásban.

## Fekvése
Illavától 15 km-re délkeletre, Zsolt központjától kb. 2 km-re északnyugatra fekszik.

## Története
A 18. század végén Vályi András így ír róla: „ROVNE. Ledicz Rovne. 3 tót falu Trentsén Várm. egygyiknek földes Urai Gr. Illésházy, és több Uraságok, fekszik Zliechohoz közel, és annak filiája; másiknak földes Ura Gr. Áspermont Uraság, ’s ez az Uraságnak Várával ékes; harmadiknak pedig H. Eszterházy Uraság; lakosaik leginkább katolikusok, és evangelikusok, fekszenek Vág vizéhez közel, Illavához egy, Bicséhez fél mértföldnyire; határbéli földgyeik jól termők, és alábbvalók, vagyonnyaik sem hasonlók, mellyek szerént külömbféle osztályokba tétettek.”
Fényes Elek 1851-ben kiadott geográfiai szótárában így ír a faluról: „Rovne, tót falu, Trencsén vmegyében, Nyitra vgye szélén, erdők és hegyek közt. Lakja 632 kath., 6 zsidó; szép fenyves, bikkes erdő; sovány föld. F. u. többen. Ut. p. Trencsén.”
A trianoni diktátumig Trencsén vármegye Illavai járásához tartozott.

## Népessége
1910-ben 615, túlnyomórészt szlovák lakosa volt.
2001-ben Zsolt 632 lakosából 623 szlovák volt.

## Nevezetességei
- Római katolikus templomát 2001-ben szentelték fel.

## Lásd még
- Zsolt